# Micula
Micula è un comune della Romania di 3 988 abitanti, ubicato nel distretto di Satu Mare, nella regione storica della Transilvania. 
Il comune è formato dall'unione di 3 villaggi: Bercu Nou, Micula, Micula Nouă.